# Grupo de Observadores Militares de las Naciones Unidas en India y Pakistán

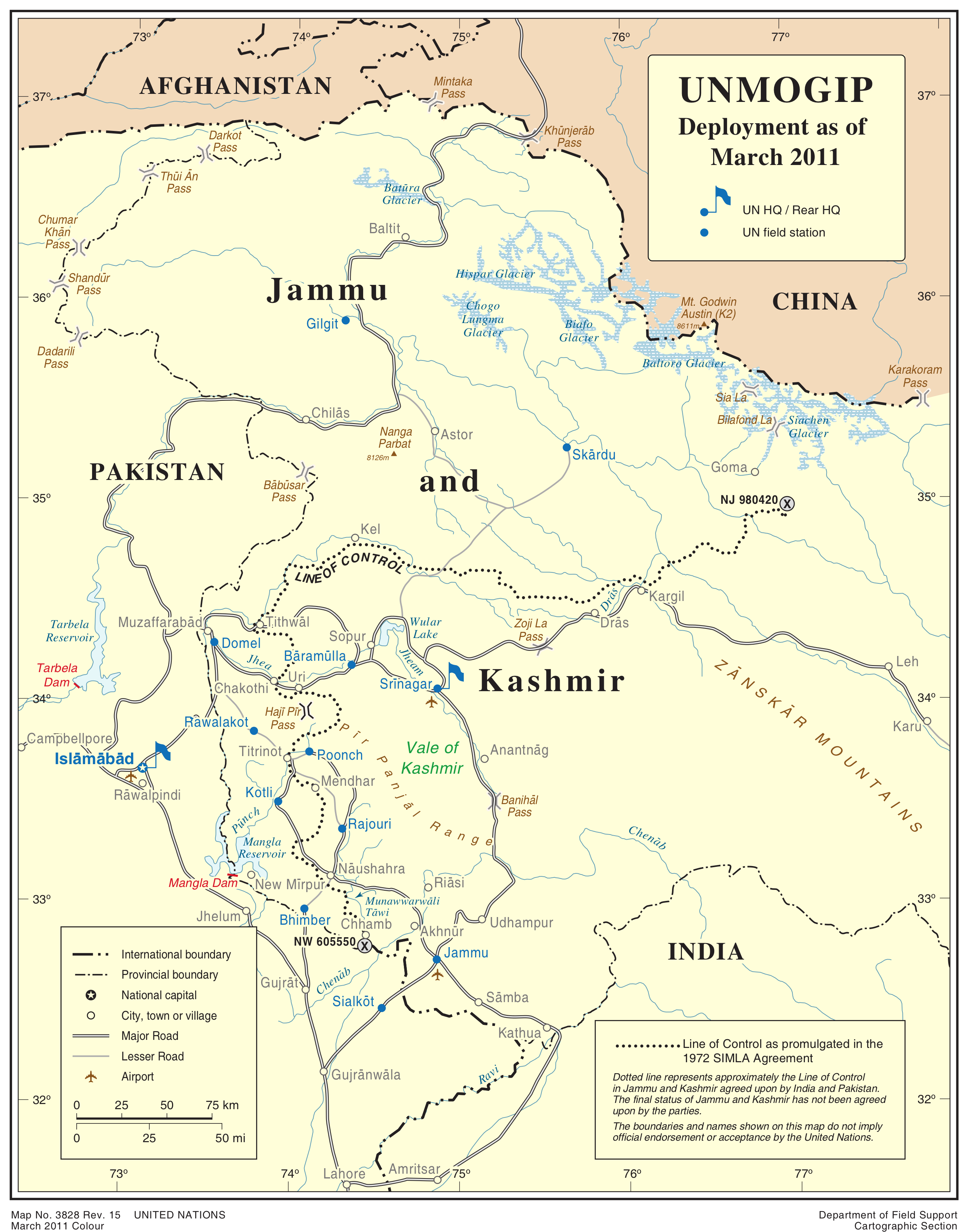
Mapa del despliegue del UNMOGIP en marzo de 2011. Nótese que la línea de control entre ambos países sólo llega hasta el punto NJ9842.

El Grupo de Observadores Militares de las Naciones Unidas en India y Pakistán (también conocido como UNMOGIP por sus siglas en inglés) es una fuerza internacional de supervisión del alto el fuego entre la India y Pakistán en los estados de Jammu y Cachemira, desplegada desde 1949. 
Desde 2010 la comandancia de la misión está a cargo del uruguayo Raúl Gloodtdofsky Fernández.

## Historia
Los antecedentes del UNMOGIP se sitúan con la resolución 39 del Consejo de Seguridad de las Naciones Unidas aprobada el 20 de enero de 1948 y en la cual se decidió crear la Comisión de las Naciones Unidas para la India y el Pakistán (CNUIP) como un primer paso para la solución pacífica del conflicto de Cachemira. Posteriormente, la resolución 47 del 21 de abril de 1948 recomendó, entre otras cosas, la utilización de observadores para frenar los enfrentamientos. El primer grupo de observadores llegó a la zona en conflicto en enero de 1949, convirtiéndose a la larga en el Grupo de Observadores Militares de las Naciones Unidas en India y Pakistán. La resolución 91 del 30 de marzo de 1951, tras la disolución de la CNUIP, acordó que el grupo de observadores militares debía continuar vigilando la cesación de fuego entre las partes. La resolución 307 del 21 de diciembre de 1971, aprobada después de los nuevos combates entre India y Pakistán, exigió que en todas las partes en conflicto se "observara estrictamente" el cese de hostilidades bajo la supervisión del UNMOGIP e informara al Secretario General. Tras el acuerdo de 1972, que demarcó la Línea de Control de Cachemira, la India consideró que el mandato del UNMOGIP ya había terminado pues consolidaba las exigencias de la resolución 307. Pakistán no aceptó esa postura, incluso posteriormente y en varias ocasiones denunció violaciones del alto el fuego.
Desde los inicios del establecimiento del UNMOGIP han existido múltiples discrepancias entre la India y Pakistán acerca de la función del grupo de observadores y su mandato, forzando al Secretario General a determinar que una eventual disolución del UNMOGIP sólo podía ser aprobada por el Consejo de Seguridad. El mandato del UNMOGIP sigue regido por lo aprobado en la resolución de 1971.

## Integrantes
A fecha 12 de diciembre de 2013, el Grupo de Observadores Militares de las Naciones Unidas en India y Pakistán estaba compuesto por 38 observadores militares y 76 civiles personal de las Naciones Unidas (25 civiles internacionales y 51 civiles locales). 

### Países Integrantes
- Chile
- Croacia
- Filipinas
- Italia
- Corea del Sur
- Suecia
- Tailandia
- Ecuador
- Uruguay

- En sus más de 60 años de actividad el UNMOGIP había sufrido 6 bajas militares y 5 civiles.